# لوميراكوكسيب
لوميراكوكسيب (Lumiracoxib) (rINN) هو حمض كربوكسيلي مثبط انتقائي COX-2 ، صنع من قبل نوفارتيس ولا يزال يباع في عدد قليل من البلدان، بما في ذلك المكسيك، الإكوادور وجمهورية الدومينيكان، تحت الاسم التجاري  'Prexige'  (يحرف في بعض الأحيان بأنه «برستيج» من قبل وسائل الإعلام).
مضادات الالتهاب اللاستيروئيدية، مثبط انتقائي لـCOXII، مسكن ألم.

## التاريخ
إستهدفت الدراسة (T herapeutic Arthritis Research and Gastrointestinal Event Trial) التي أجريت على أكثر من 18,000 مريض ل اختبار سلامة الجهاز الهضمي والقلب والأوعية الدموية ضد نابروكسين وإيبوبروفين وكذلك دراسة كفاءتها ضد هذه المسكنات معا.
في نوفمبر 2006، تلقى Prexige الموافقة على التسويق لجميع دول الاتحاد الأوروبي من خلال إجراء شائع يسمى MRP. ومع ذلك، في أغسطس 2007، تم سحب Prexige من السوق في أستراليا بعد 8 أحداث سلبية خطيرة في الكبد، بما في ذلك 2 حالة وفاة و 2 عمليات زراعة كبد.
في 27 سبتمبر 2007، أصدرت إدارة الغذاء والدواء الأمريكية بريد إلكتروني لا يقبل الموافقة لللوميراكوكسيب، الذي يتطلب بيانات سلامة إضافية. سحبت كندا Prexige (وافقت على الجرعة 100 & nbsp؛ ملجم فقط) في أكتوبر 2007. حذت عدد من بلدان الاتحاد الأوروبي حذوها في نوفمبر 2007.

## الاستخدام الطبي
- التخفيف من آلام التهاب المفاصل.
- التهاب المفاصل الروماتويدي.
- الألم الحاد وعسر الطمث الأولي.
- ثبت أنه يكون فعال في حالات الألم الحاد مثل آلام الأسنان وآلام ما بعد الجراحة، بعد الجراحة العظمية.

## الحركية الدوائية
- التوافر الحيوي جيد لدى الإعطاء الفموي.
- ويتم الوصول إلى تراكيز البلازما الأعظمي بعد ساعتين من تناوله عن طريق الفم.
- على الرغم من أن إطراحه قصيرة، العمر النصفي أربع ساعات من البلازما.
- ويتم توزيع الدواء في الجسم إلى الأنسجة الملتهبة ويتم الاحتفاظ به لمدة تصل إلى 24 ساعة.
- يتم استقلاب الدواء على نطاق واسع مع كمية صغيرة فقط تطرح في البول.

## الجرعة
وُجد أنه يكون فعال في:
- جرعة من 100-400 ملغ مرة واحدة/يوم للألم المزمن.
- جرعة 400 ملغ/يوم للألم الحاد.

## المشاركة الدوائية
يمكن إعطائه مع الوارفارين أو الاسبرين، ولا يلزم تعديل الجرعة.

## وصلات خارجية
- Prexige
- Forbes
- FDA request more information September 23, 2003
- NPS RADAR
- FDA - Background Document for Lumiracoxib 1/13/2005
- http://www.nzherald.co.nz/category/story.cfm?c_id=278&objectid=10459030 نسخة محفوظة 29 سبتمبر 2007 على موقع واي باك مشين.